# ایزاووکونازول
ایزاووکونازول (انگلیسی: Isavuconazonium) یا سولفات ایزاووکونازونیوم که با نام تجاری Cresemba فروخته می‌شود، یک داروی ضد قارچی سیستمیک از دسته تری‌آزول است که برای درمان آسپرژیلوزیس مهاجم و موکورمایکوزیس استفاده می‌شود.
شایع‌ترین عوارض جانبی شامل تست‌های غیرطبیعی کبد، تهوع، استفراغ، مشکل در تنفس، درد شکم، اسهال، واکنش‌های محل تزریق، سردرد، کاهش پتاسیم خون و بثورات پوستی است.
ایزاووکونازونیوم یک پیش داروی ایزاووکونازول است.

## مصارف پزشکی
ایزاووکونازونیوم برای درمان آسپرژیلوز تهاجمی و موکورمایکوز تهاجمی در بزرگسالان هجده ساله و بالاتر استفاده می‌شود. این دارو در یک کپسول برای تجویز خوراکی و به صورت پودر برای تجویز از طریق انفوزیون موجود است.

## موارد منع مصرف
ایزاووکونازونیوم در افرادی که از مهارکننده‌های قوی CYP3A4، القاءکننده‌های قوی CYP3A4 یا القاکننده‌های CYP3A4 یا CYP3A5 متوسط استفاده می‌کنند، منع مصرف دارد. در افراد مبتلا به سندرم QT کوتاه خانوادگی منع مصرف دارد.

## اثرات جانبی
عوارض جانبی رایج (بین ۱ تا ۱۰ درصد افراد رخ می‌دهد) شامل پتاسیم کم، کاهش اشتها، هذیان، سردرد، خواب آلودگی، التهاب سیاهرگ، مشکل در تنفس، نارسایی حاد تنفسی، استفراغ، اسهال، تهوع، درد معده، افزایش نتایج در کبد است. تست‌های عملکردی، بثورات پوستی، خارش پوست، نارسایی کلیه، درد قفسه سینه و خستگی. چندین عوارض جانبی غیر معمول نیز وجود دارد.
در مطالعات پیش بالینی، ایزاووکونازونیوم باعث نقص مادرزادی در حیوانات شد. در زنان باردار آزمایش نشده‌است.

## تداخلات
ایزاووکونازونیوم در داخل بدن به ایساووکونازول تبدیل می‌شود و ایساووکونازول بستری برای CYP3A4 یا CYP3A5 است. بسیاری از داروهای دیگر این دو آنزیم را مهار یا القا می‌کنند و ایزاووکونازونیوم نباید همراه با آنها تجویز شود. القاکننده‌ها منجر به سطوحی از ایزاووکونازول می‌شوند که بسیار کم است و کار نمی‌کنند، و مهارکننده‌ها می‌توانند باعث افزایش سطح ایزاووکونازول شوند که به نوبه خود باعث افزایش عوارض جانبی و سمیت می‌شود. به همین ترتیب ایزاووکونازونیوم می‌تواند با دوز مناسب سایر داروهایی که سوبسترای آنزیم‌ها هستند تداخل ایجاد کند.
افزون بر این، ایزاووکونازول CYP2B6 را القا می‌کند و می‌تواند مقدار داروهایی را که توسط آنزیم متابولیزه می‌شوند کاهش دهد. ایزاووکونازول P-glycoprotein (P-gp), BCRP, SLC22A2 و اوریدین دی فسفات-گلوکورونوزیل ترانسفرازها را مهار می‌کند، که هر کدام داروها را از گردش خون خارج می‌کند. ایزاووکونازونیوم مقدار داروهایی را که تحت تأثیر آن پروتئین‌ها قرار می‌گیرند افزایش می‌دهد و ممکن است سمیت آنها را افزایش دهد.

## فارماکولوژی
پس از تجویز خوراکی یا داخل وریدی (IV)، ایزاووکونازونیوم به سرعت توسط استرازها در خون یا دستگاه گوارش به شکل فعال، ایزاووکونازول، هیدرولیز می‌شود.
ایزاووکونازول با مهار لانوسترول ۱۴α-دمیلاز، آنزیمی که مسئول تبدیل لانوسترول به ارگوسترول از طریق دی متیلاسیون است، عمل می‌کند. کاهش ارگوسترول و تجمع لانوسترول در نتیجه ساختار غشای سلولی قارچ را به خطر می‌اندازد. سلول‌های پستانداران در برابر مهار دمتیلاسیون توسط آزول‌ها مقاوم هستند و اثرات دارو را مختص قارچ‌ها می‌کند.